# Grote mantel
De grote mantel (Pecten maximus) is een mantelschelp (familie Pectinidae) die voorkomt in de Atlantische Oceaan. Dit is de eigenlijke “sint-jakobsschelp”, maar verwarring bij Linnaeus resulteerde erin dat de Middellandse Zeesoort Pecten jacobaeus (Linnaeus, 1758), naar Sint-Jakob werd vernoemd.

Rechter klep
Linker klep

Rechter klep
Linker klep

## Verhouding tot de mens

### Etymologie en symboliek
Er zijn veel gelijkende (maar biologisch verschillende soorten) die in het algemene spraakgebruik worden aangeduid als sint-jakobsschelp. In Europa gaat het dan vooral om Pecten maximus die de officiële Nederlandstalige naam van Grote mantel draagt. De naam van de familie waartoe deze grote soorten behoren is 'Mantels'.
In de christelijke iconografie is de sint-jakobsschelp het attribuut van Jakobus de Meerdere. Hieraan dankt de schelp dan ook zijn naam. De schelp is het embleem van de bedevaart naar Santiago de Compostella (Santiago betekent Sint-Jakob) en staat in het algemeen symbool voor pelgrims. Het zichtbaar dragen van de schelp, op de hoed of op de jas genaaid, gaf bescherming tegen struikrovers, die de dragers uit een erecode met rust lieten.
Verder is de sint-jakobsschelp gebruikt als beeldmerk van de oliemaatschappij Shell. De oliemaatschappij toont de schelp met het slot naar beneden, de pelgrims doen dat met het slot naar boven.

### Gastronomie
De sint-jakobsmossel is een gastronomische specialiteit en is erg gewild door het melkwitte vlees dat rijk aan ijzer is. Alleen het witte vlees (de 'pil' of 'noot') en de helder oranje of oranje-wittige geslachtsklier (de 'kam', 'kuit' of het 'koraal'; Frans: 'corail') kunnen gegeten worden. Het koraal wordt vaak gebruikt ter aromatisering van een saus. Ze zijn zowel in de schelp te koop als reeds schoongemaakt, dus zonder schelp. In Nederlandse restaurants en recepten wordt vaak de Franse benaming 'Coquille Saint-Jacques' gebruikt. In België worden de overige Pectinidae wettelijk als 'mantelschelp' verkocht, ontschelpt mogen ze echter als sint-jakobsnoten of -mosselen worden verkocht, met uitzondering van de Chlamys-soorten. Het seizoen loopt van september tot en met april, met een piek van januari tot en met maart.
Sint-jakobsschelpen zijn ook verkrijgbaar uit aquacultuur. In Europa ging het in 2006/2007 om zo'n 0,3 %. De kweek van verwante soorten gebeurt wereldwijd in zowel Europa als in Noord-Amerika maar vooral in het Verre Oosten.
Sint-jakobsschelpen worden in verschillende maten aangeboden. Volgens Nederlands culinair journalist Johannes van Dam zouden schelpen afkomstig uit koude wateren een betere smaak te hebben dan die uit warmere wateren. Een verklaring hiervoor zou kunnen zijn dat soorten uit koudere gebieden meer "vet" vlees bevatten.